# ریکاردو مینالی
ریکاردو می‌نالی (ایتالیایی: Riccardo Minali؛ زادهٔ ۱۹ آوریل ۱۹۹۵) دوچرخه‌سوار اهل ایتالیا است.
از باشگاه‌هایی که در آن رکاب زده‌است می‌توان به تیم آستانه اشاره کرد.